# Дорман и Куделин

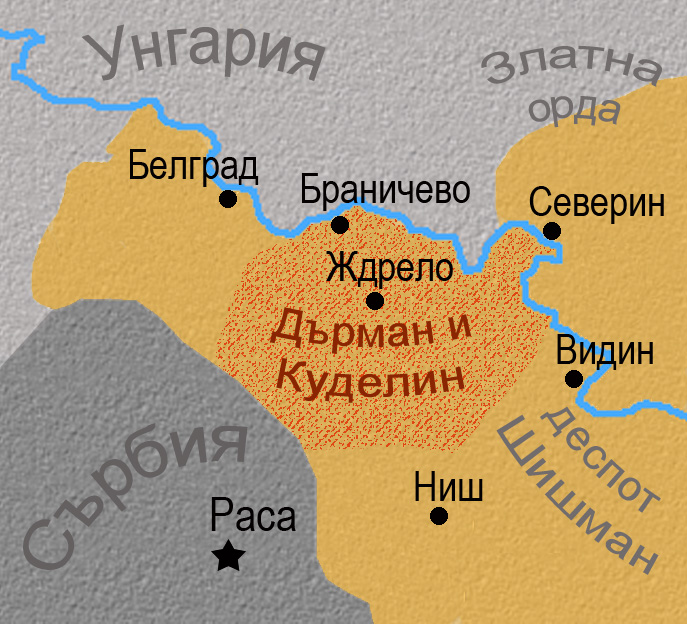
Владения Дармана и Куделина

Дарман (болг. Дърман, также Дорман, Дрман) и Куделин — два болгарских боярина , которые в конце XIII века (1273—1291) совместно правили Браничевской областью (современная северо-восточная Сербия) в качестве независимых или полунезависимых правителей. Упоминаемые историками как «вероятно, болгары половецкого происхождения», два брата, воспользовавшись ослаблением центральной власти в регионе, они отстаивали свою независимость от второго Болгарского царства и Венгерского королевства вплоть до 1291 года. Центром их княжества была крепость Ждрело (Ždrelo, букв. «ущелье»), в верховьях Млавы.
После смерти Ивана Асеня II и долгого царствования его слабых сыновей, в Болгарии наступил период продолжительной раздробленности. Византийская угроза с юга и татарские нашествия с севера ослабляют государство, позволяя местным вельможам создавать центры автономной власти, независимой от Тырново. Около 1273 года Дурман и Куделин утвердились в районе Браничево, изгнав отсюда венгров.
Опираясь на свою армию, состоящую в основном из болгар, татар и половцев, братья обладали независимым нравом и не боялись никого. Дрман и Куделин превратили Браничевскую область в своего рода разбойничье логово, из которого совершали набеги на соседние области. Они регулярно переправлялись на другой берег Дуная и нападали на земли западного соседа, Стефана Драгутина, бывшего сербского короля, управлявшего в качестве венгерского вассала в Белградской и Сремской областях, Мачве и восточной Боснии.
Венгерская королева Елизавета Куманская, в качестве регента предъявив претензии на Браничево, послала войска в 1282—1284 годах, но эта попытка захвата была отбита, а вассальные земли подверглись ответному разорению.
Другая кампания, на этот раз организованная совместными силами Драгутина и Елизаветы, также не смогла покорить владения братьев в 1285 году и вызвала ещё один ответный набег. В 1290 году Драгутин вновь атаковал регион Браничева, но был разбит. Братья вторгаются на территорию «Сремского королевства» при содействии татар и опустошают Мачву, а татары проникают в южные земли Венгрии.
Только в 1291 году Драгутин и его брат сербский король Стефан Милутин совместными усилиями нанесли Дрману поражение, изгнав его, а подчинявшуюся ему область присоединили к владениям Драгутина.  Таким образом, впервые в истории этот регион попадает под власть сербов, а Болгария навсегда теряет Браничевскую область.
Реакция Болгарии не заставила себя долго ждать: войско болгар вторглось в Сербию и опустошило ее земли вплоть до города Хвостан. Точные причины этого неизвестны. Возможно, Шишман был как-то связан с Дрманом и Куделином. По другой версии, атаковать сербов приказал его сюзерен темник Ногай, так как Дрман и Куделин также были его вассалами, и бежали к нему после поражения. По другой верcии, братья, были убиты в последней кампании, поскольку после этого они исчезли из исторических источников.
Затем болгары сожгли резиденцию сербских архиепископов в Жиче. Тогда Милутин снова прорвался к Дунаю, видинского деспота Шишмана обратив его в бегство, но затем примирился с ним. В честь победы над мятежниками Милутин выстроил свою задушбину — монастырь Витовницу.